# 세라 다 카나스트라 국립공원
세라 다 카나스트라 국립공원(포르투갈어: Parque Nacional da Serra da Canastra)은 브라질 미나스제라이스주의 카나스트라 산맥에 존재하는 국립공원이다.